# Euroglyphus maynei
Euroglyphus maynei (лат.) — вид клещей из семейства Pyroglyphidae отряда Sarcoptiformes. Является клещом домашней пыли и вызывает аллергию. Данный клещ распространён во влажных географических районах по всему миру, в жилищах человека часто присутствует в концентрации более 100 особей на 1 грамм пыли.
Euroglyphus maynei является источником по меньшей мере 47 аллергенов человека, источником не менее 33 антигенов, благодаря чему Е. maynei может вызывать симптомы бронхиальной астмы, риноконъюнктивита и усугублять атопический дерматит у чувствительных лиц.
Euroglyphus maynei могут вызвать уринарный акариаз, акариаз лёгочный.